# امامزاده هفت تن
امامزاده هفت تن مربوط به دوره تیموریان است و در شهرستان محمودآباد، بخش مرکزی، دهستان اهلمرستاق جنوبی، روستای شومیا واقع شده و این اثر در تاریخ ۱۴ اسفند ۱۳۸۵ با شمارهٔ ثبت ۱۷۸۰۵ به‌عنوان یکی از آثار ملی ایران به ثبت رسیده است.